# Mu ren zhuang

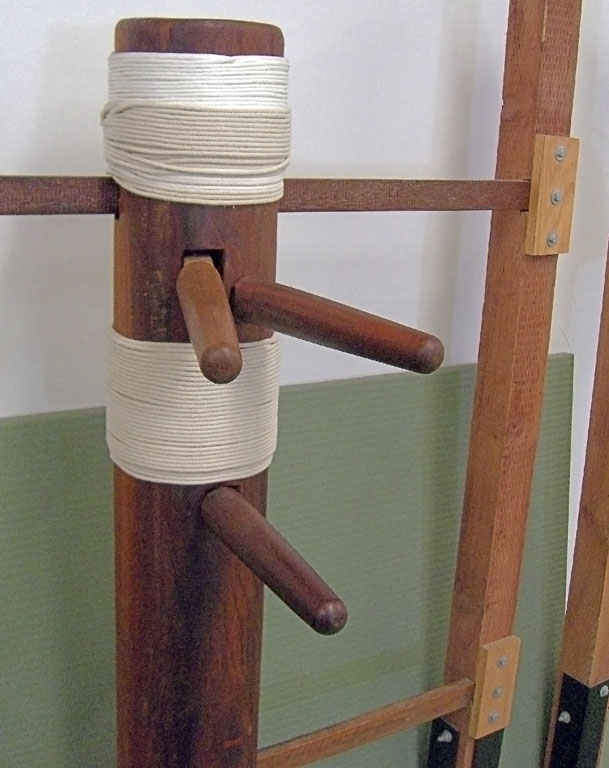
Primer plano de la parte superior de un Mu ren zhuang, un muñeco utilizado en el entrenamiento de artes marciales chinas, fotografiado en una escuela de Wing Chun en California, Estados Unidos.

El Muk Yan Jong es la forma del muñeco del Wing Chun, famoso estilo de Kung Fu del sur de China.
Complementa todo lo estudiado al introducir algunas técnicas nuevas y sobre todo enfatiza nuevos ángulos de ataque que hasta entonces no se habían estudiado. Hoy en día, se considera que algunos de sus conceptos son imprescindibles para el combate y se tiende a introducirlos en la enseñanza básica.